# Zakusichino
Zakusichino (ros. Закусихино) – wieś (dieriewnia) w Rosji, w obwodzie iwanowskim, w rejonie kinieszemskim. W 2010 liczyła 163 mieszkańców.